# Ngày thương binh liệt sĩ

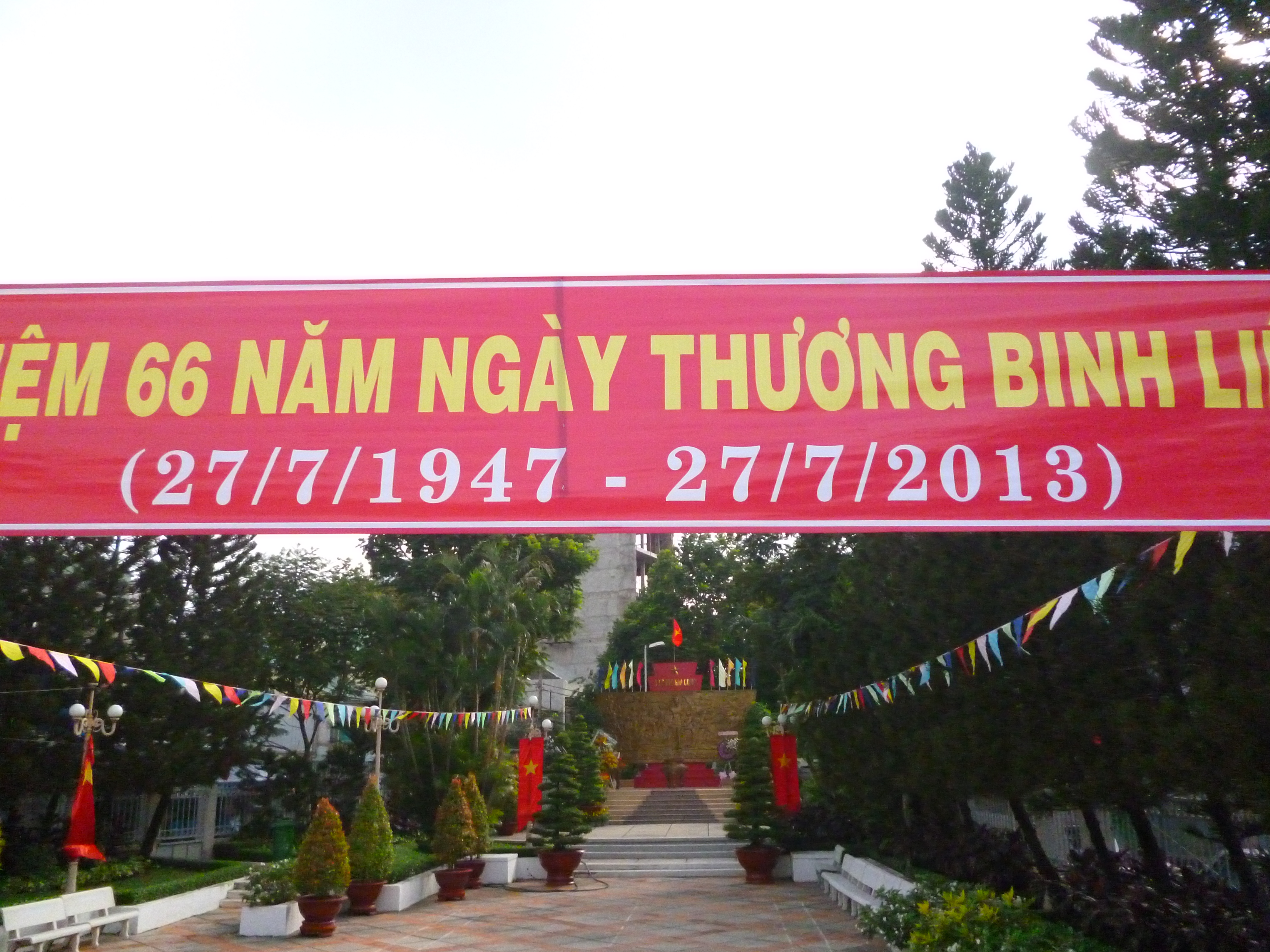
Khẩu hiệu kỷ niệm Ngày Thương binh liệt sĩ năm 2013 (66 năm) tại nghĩa trang Nguyễn Văn Trỗi, Quận 3, Thành phố Hồ Chí Minh

Ngày thương binh - liệt sĩ (ngày 27 tháng 7) là ngày lễ kỉ niệm được tổ chức hàng năm nhằm tưởng niệm về những người thương binh, liệt sĩ của nước Cộng hòa Xã hội chủ nghĩa Việt Nam. Ngày lễ này được ghi nhận như là một biểu hiện của truyền thống uống nước nhớ nguồn, đền ơn đáp nghĩa, ăn quả nhớ kẻ trồng cây ở Việt Nam. Trong ngày này, chính quyền các cấp, các đoàn thể mà trọng tâm là Hội cựu chiến binh tổ chức nhiều hoạt động sôi nổi, rầm rộ, chủ yếu là việc các cá nhân, tổ chức, nhà chức trách thăm và tặng quà cho các gia đình cựu chiến binh, thương binh, liệt sĩ, dâng hương tri ân tại các nghĩa trang liệt sĩ.

## Bối cảnh

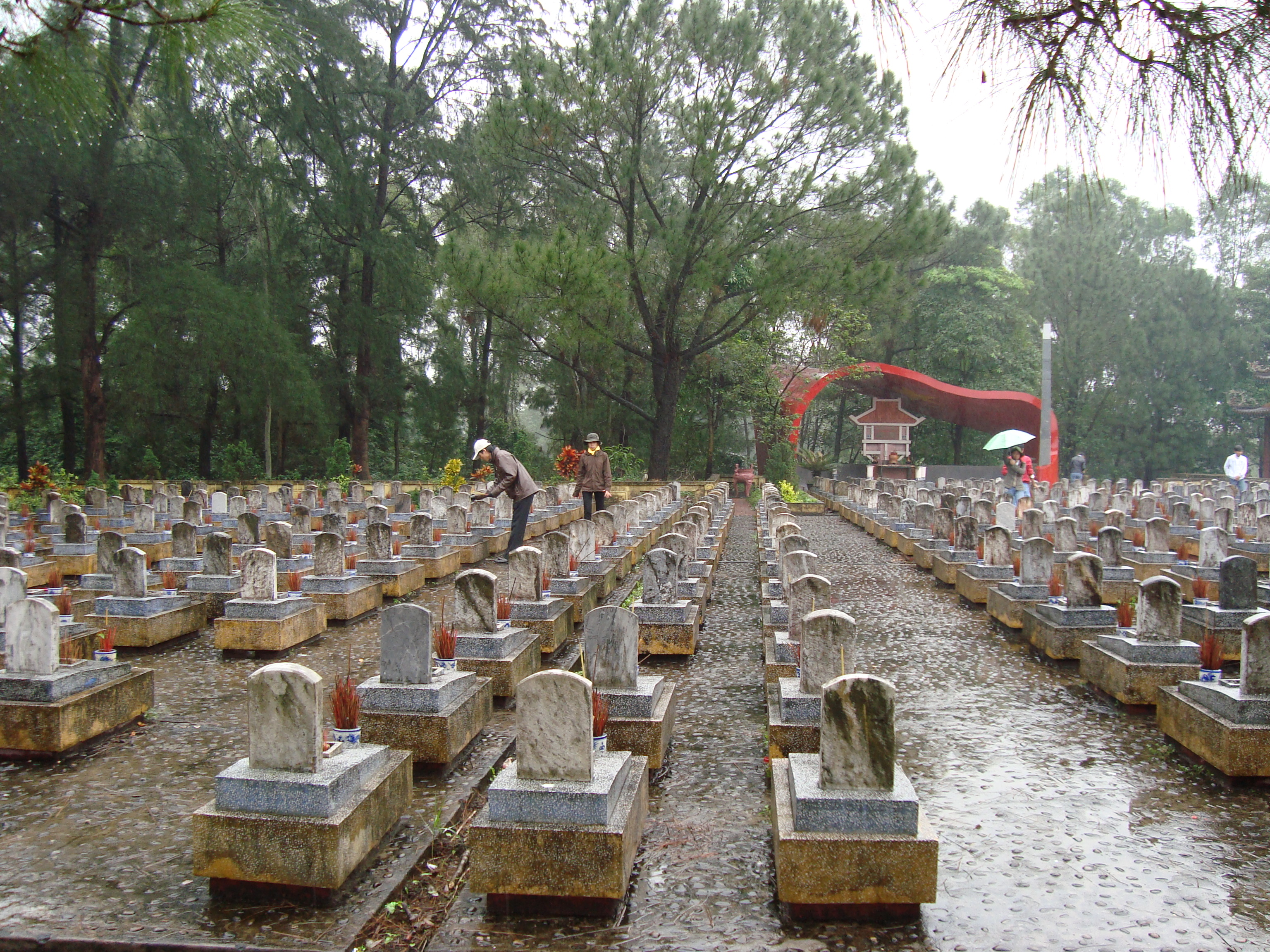
Những ngôi mộ của liệt sĩ tại Nghĩa trang liệt sĩ Trường Sơn

Sau Cách mạng tháng Tám 1945, nước Việt Nam Dân chủ Cộng hòa ra đời nhưng người Pháp đã quay lại xâm lược Đông Dương. Khi vào thay thế quân đội Tưởng Giới Thạch ở Bắc Bộ, quân đội Pháp và Chính quyền Việt Nam Dân chủ Cộng hòa đã có những vụ đụng độ với nhau với những thiệt hại về tính mạng cho những người lính, đặc biệt là về phía Việt Nam. Để góp phần xoa dịu nỗi đau mất mát của gia đình của những người đã chết, Chính phủ Việt Nam dân chủ cộng hòa đã thực hiện nhiều hình thức để bù đắp những thiệt hại này. Các hoạt động vận động thành lập một tổ chức có tên gọi là Hội giúp binh sĩ tử nạn được xúc tiến
Đầu năm 1946, Hội giúp binh sĩ tử nạn (sau đó đổi tên Hội giúp binh sĩ bị thương) được thành lập ở Thuận Hoá (Bình Trị Thiên) ở Hà Nội và một số nơi khác. Chủ tịch Hồ Chí Minh được mời làm hội trưởng danh dự của hội này. Chiều ngày 28 tháng 5 năm 1946, Hội Giúp binh sĩ bị nạn tổ chức một cuộc nói chuyện quan trọng tại Nhà hát lớn Hà Nội tại thành phố Hà Nội và  Chủ tịch Hồ Chí Minh đã tới tham dự. Chiều ngày 11 tháng 7 năm 1946, cũng tại Nhà hát này đã có một buổi quyên góp quần áo, giày mũ cho binh lính ở ngoài chiến trường, mở đầu cuộc vận động mùa đông chiến sĩ. Tại đây, Chủ tịch Hồ Chí Minh đã cởi chiếc áo rét đang mặc để tặng binh sĩ.
Ngày 19 tháng 12 năm 1946, cuộc kháng chiến toàn quốc bùng nổ. Chiến tranh lan rộng ra nhiều vùng. Số người bị thương và chết tăng lên nhanh chóng do sự chênh lệch về trang bị vũ khí cũng như những chiến thuật chiến đấu. Đời sống của binh lính lúc đó, nhất là những binh sĩ bị thương gặp nhiều khó khăn, thiếu thốn do tình cảnh khó khăn của Chính phủ Việt Nam bấy giờ. Trước yêu cầu đó, cùng với việc kêu gọi giúp đỡ thương binh gia đình tử sĩ, vào năm 1947 Chủ tịch Hồ Chí Minh đã ký Sắc lệnh số 20/SL ngày 16 tháng 2 năm 1947 Quy định chế độ hưu bổng thương tật và tiền tuất tử sĩ. Đây là văn bản pháp quy đầu tiên khẳng định vị trí quan trọng của công tác thương binh liệt sĩ đối với cuộc chiến tranh của Việt Nam.

## Ra đời
Để chỉ đạo công tác thương binh tử sĩ trong cả nước, ngày 26 tháng 2 năm 1947, Phòng thương binh thuộc Chính trị Cục, quân đội quốc gia Việt Nam được thành lập. Đầu tháng 7 năm 1947 Ban Vận động tổ chức Ngày Thương binh toàn quốc cũng được thành lập. Cùng thời gian này, tại xóm Bàn Cờ, thị trấn Hùng Sơn, huyện Đại Từ, tỉnh Thái Nguyên, các đại biểu Tổng bộ Việt Minh, Trung ương Hội Phụ nữ cứu quốc, Trung ương Đoàn Thanh niên cứu quốc, cục Chính trị Quân đội quốc gia Việt Nam, Nha Thông tin tuyên truyền và một số địa phương đã dự một cuộc họp do cục Chính trị Quân đội quốc gia Việt Nam tổ chức.
Nội dung cuộc họp là thực hiện chỉ thị của Chủ tịch Hồ Chí Minh chọn ngày kỷ niệm Thương binh Liệt sĩ và bảo vệ công tác thương binh liệt sĩ. Tại cuộc họp này, theo đề nghị của đại diện Chính trị Cục quân đội Quốc gia Việt Nam, sau khi cân nhắc nhiều mặt, hội nghị nhất trí đề nghị Trung ương lấy ngày 27 tháng 7 năm 1947 làm ngày thương binh liệt sĩ – ngày toàn dân cùng thể hiện đạo lý uống nước nhớ nguồn và các đại biểu đã nhất trí chọn ngày 27 tháng 7 hàng năm là ngày Thương binh toàn quốc là dịp để dân chúng tỏ lòng hiếu nghĩa bác ái và tỏ lòng yêu mến thương binh.
Ngày 27 tháng 7 năm 1947, Ngày thương binh toàn quốc, mở đầu bằng cuộc mít tinh quan trọng đã được diễn ra tại xã Hùng Sơn, huyện Đại Từ tỉnh Thái Nguyên (phía Việt Nam cho biết có khoảng 2.000 người tham gia). Tại đây Ban tổ chức đã cử đại diện Chính trị Cục Quân đội Quốc gia Việt Nam trịnh trọng đọc thư của Hồ Chí Minh gửi cho Ban Thường trực của Ban Tổ chức ngày thương binh toàn quốc. Hồ Chí Minh cũng đã gửi tặng một chiếc áo lụa, một tháng lương và một bữa ăn của nhân viên trong Phủ Chủ tịch.
Trong thư, Chủ tịch Hồ Chí Minh có viết:
| “ | Đang khi Tổ quốc lâm nguy, giang sơn, sự nghiệp, mồ mả, đền chùa, nhà thờ của tổ tiên ta bị uy hiếp, cha mẹ, anh em, vợ con, thân thích, họ hàng ta bị đe doạ, của cải, ruộng nương, nhà cửa, ao vườn, làng mạc ta bị nguy ngập, ai là người xung phong trước hết để chống cự quân thù, để giữ gìn đất nước cho chúng ta? Đó là những chiến sĩ mà nay một số thành ra thương binh....Thương binh là những người đã hy sinh xương máu để bảo vệ Tổ quốc, bảo vệ đồng bào, vì lợi ích của Tổ quốc, của đồng bào mà các đồng chí đó bị ốm yếu....Vì vậy, Tổ quốc và đồng bào phải biết ơn, phải giúp đỡ những người con anh dũng ấy | ” |

Tiếp đó, nhân ngày 27 tháng 7 năm 1948, Chủ tịch Hồ Chí Minh cũng có lời kêu gọi:
| “ | Khi nạn ngoại xâm ào ạt đến, nó như một trận lụt to. Nó đe dọa tràn ngập cả non sông Tổ quốc. Nó đe dọa cuốn trôi cả tính mệnh, tài sản, chìm đắm cả bố mẹ, vợ con của nhân dân ta. Trước cơn nguy hiểm ấy, số đông thanh niên yêu quý của nước ta đã dũng cảm xông ra mặt trận. Họ quyết tâm đem xương máu của họ đắp thành một bức tường đồng, một con đê vững để ngăn cản nạn ngoại xâm tràn ngập Tổ quốc, làm hại đồng bào. Họ quyết hy sinh tính mệnh để giữ tính mệnh đồng bào. Họ quyết hy sinh gia đình và tài sản họ để bảo vệ gia đình và tài sản đồng bào. Họ quyết liều chết chống địch để cho Tổ quốc và đồng bào sống. Họ là những chiến sĩ anh dũng của chúng ta. Trong đó có người đã bỏ lại một phần thân thể ở mặt trận, có người đã bỏ mình ở chiến trường. Đó là thương binh, đó là tử sĩ | ” |

Từ đó, đến ngày 27 tháng 7 hàng năm, trong thời gian cầm quyền, Hồ Chí Minh đều gửi thư thăm hỏi, động viên các thương binh, gia đình liệt sĩ và nhắc nhở mọi người phải "biết ơn và hết lòng giúp đỡ" thương binh, gia đình liệt sĩ. Từ năm 1947, ngày Thương binh được tổ chức thường kỳ hàng năm. Năm nào vào dịp này, Chủ tịch Hồ Chí Minh cũng có thư và quà gửi cho các thương binh và các gia đình liệt sĩ. Tháng 7 năm 1954 sau trận Điện Biên Phủ với thắng lợi to lớn kèm theo thương vong nặng nề, Chính phủ Việt Nam dân chủ cộng hòa đặc biệt quan tâm giải quyết vấn đề binh sĩ, gia đình liệt sĩ và công tác thương binh. Và từ năm 1955, ngày 27 tháng 7 hàng năm được đổi thành ngày Thương binh Liệt sĩ.
Nhân dịp kỉ niệm 50 năm ngày thương binh liệt sĩ, ngày 27 tháng 7 năm 1997, tại xóm Bàn Cờ, xã Hùng Sơn, huyện Đại Từ, tỉnh Thái Nguyên, nơi chứng kiến sự ra đời của ngày Thương binh toàn quốc, Bộ Lao động - Thương binh và xã hội cùng Uỷ ban nhân dân tỉnh Thái Nguyên đã khánh thành khu kỷ niệm 27/7 và dựng bia kỷ niệm với nội dung được khắc trên bia: Nơi đây, ngày 27 tháng 7 năm 1947, 300 cán bộ, bộ đội và đại diện các tầng lớp nhân dân địa phương họp mặt nghe công bố bức thư của Bác Hồ, ghi nhận sự ra đời của ngày Thương binh, liệt sĩ. Cũng nơi này, vào dịp kỉ niệm 50 năm ngày thương binh liệt sĩ (ngày 12 tháng 7 năm 1997) đã được Nhà nước Việt Nam công nhận là di tích lịch sử.

## Hoạt động

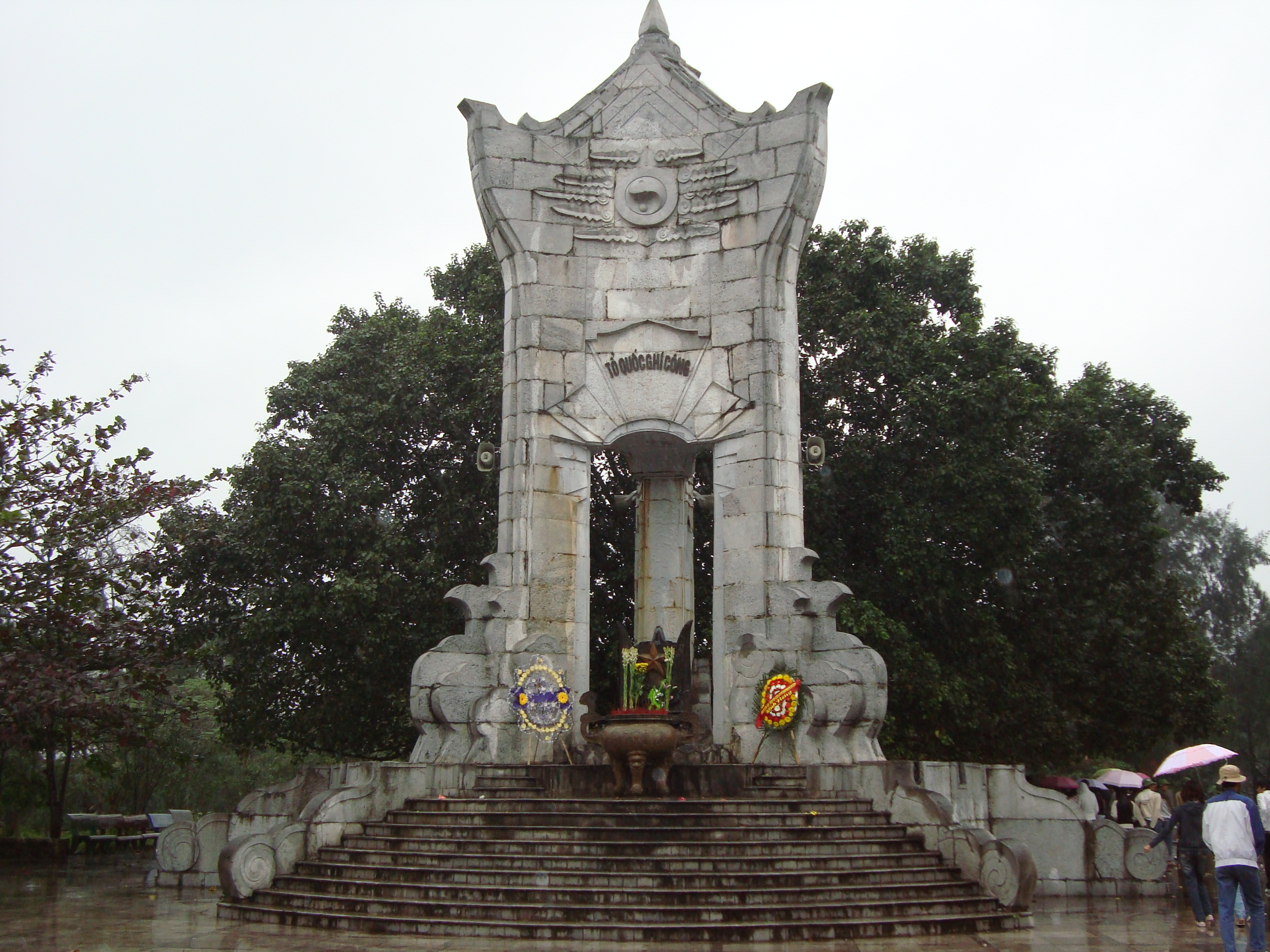
Dâng hoa tại nghĩa trang liệt sĩ Trường Sơn

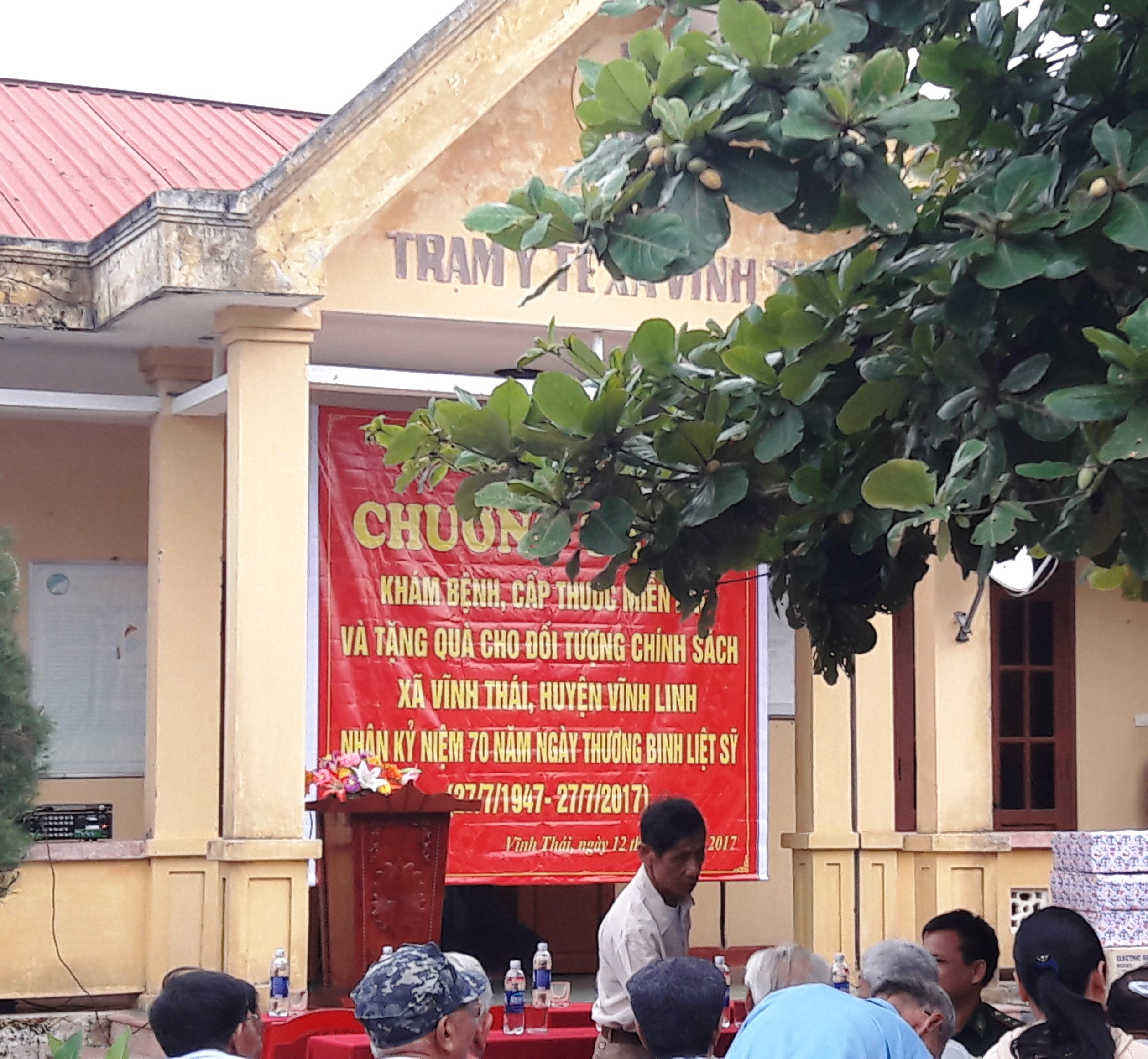
Khám chữa bệnh và tặng quà cho các đối tượng chính sách nhân Ngày thương binh liệt sĩ tại Trạm y tế Vĩnh Thái thuộc huyện Vĩnh Linh năm 2017

Hàng năm vào ngày 27 tháng 7, ở Việt Nam diễn ra nhiều hoạt động long trọng để kỷ niệm ngày Thương binh Liệt sĩ. Trong dịp này, các nhà lãnh đạo trung ương, địa phương đi thăm, tặng quà cho các gia đình thuộc diện chính sách, thắp hương, tảo mộ các liệt sĩ tại các nghĩa trang quốc gia và địa phương, tổ chức nhiều chương trình văn nghệ kỷ niệm…
Theo quy định của pháp luật Việt Nam hiện hành thì mức tiền tặng quà cho các đối tượng chính sách vào ngày 27/7 hàng năm được quy định rất cụ thể. Theo đó có hai mức chi cơ bản gồm:
Mức 400.000 VNĐ: Mức chi này được áp dụng đối với các đối tượng gồm:
- Bà mẹ Việt Nam anh hùng đang hưởng trợ cấp ưu đãi hàng tháng.
- Thân nhân liệt sĩ đang hưởng trợ cấp tuất nuôi dưỡng hàng tháng.
- Thương binh, bệnh binh, người hưởng chính sách như thương binh bị suy giảm khả năng lao động do thương tật, bệnh tật từ 81% trở lên (bao gồm cả những thương binh loại B được công nhận từ trước ngày 31 tháng 12 năm 1993) đang được hưởng trợ cấp ưu đãi hàng tháng.
- Người hoạt động kháng chiến bị nhiễm chất độc hóa học suy giảm khả năng lao động từ 81% trở lên đang hưởng trợ cấp ưu đãi hàng tháng.

Mức 200.000 Việt Nam đồng: Mức này được áp dụng đối với các đối tượng là:
- Thương binh, bệnh binh, người hưởng chính sách như thương binh bị suy giảm khả năng lao động do thương tật, bệnh tật từ 80% trở xuống (bao gồm cả những thương binh loại B được công nhận từ trước ngày 31 tháng 12 năm 1993) đang được hưởng trợ cấp ưu đãi hàng tháng.
- Thương binh đang hưởng chế độ mất sức lao động.
- Đại diện thân nhân chủ yếu của liệt sĩ (bố, mẹ, vợ, chồng, con, người có công nuôi dưỡng liệt sĩ).
- Người hoạt động kháng chiến nhiễm chất độc hóa học suy giảm khả năng lao động từ 80% trở xuống đang hưởng trợ cấp ưu đãi hàng tháng.